# Brigitte Lin
 (décembre 2021).
Si vous disposez d'ouvrages ou d'articles de référence ou si vous connaissez des sites web de qualité traitant du thème abordé ici, merci de compléter l'article en donnant les références utiles à sa vérifiabilité et en les liant à la section « Notes et références ».
Brigitte Lin (林青霞, Lin Ching Hsia, Lin Qing Xia (mandarin), Lam Cheng Ha (cantonais)), est une actrice taïwanaise née le 3 novembre 1954 à Taipei (Taïwan).
Elle est connue en Occident pour sa participation à des films hongkongais de Tsui Hark (Zu, les guerriers de la montagne magique, Peking Opera Blues), de Wong Kar-wai (Chungking Express, Les Cendres du temps) et plusieurs wu xia pian (L'Auberge du dragon, Swordsman 2, La Mariée aux cheveux blancs).

## Biographie
Elle fait ses études au "Taiwan Chingling Girls' Secondry School", Tanjiang General Education College.
Elle est découverte dans la rue par un réalisateur alors qu'elle n'est âgée que de 17 ans. Dès le début de sa carrière, elle connait un grand succès et sa popularité s'accroit au fur et à mesure qu'elle incarne des rôles majeurs dans des comédies romantiques, très appréciées dans les années 1970 à Taïwan[réf. nécessaire].
Elle décide, par la suite, au début des années 1980, de poursuivre sa carrière à Hong Kong.
Elle épouse en 1994 l'homme d'affaires Michael Ying et quitte l'industrie du film. Elle a deux filles : Ying Oi Lam (née en 1997) et Ying Yin Oi (née en 2001).
Elle reçoit un Lifetime Achievement Award pour l'ensemble de la carrière lors de la cérémonie des Golden Horse Awards 2023.

## Filmographie
- 1973 : Outside the window, (窗外, Chuang Wai), de Sung Chuen Sau, Yu Zheng-Chun
- 1974 : House of love, (愛的小屋, Ai De Xiao Wu), de ?
- 1974 : Ghost of the Mirror , (古鏡幽魂), de SUNG Chuen-Sau
- 1974 : Girl Friend, (女朋友), de PAI Ching Jui
- 1974 : Long Way From Home, (長情萬縷), de James Y Liu-Yi
- 1974 : Love Love Love film, 1974), (純純的愛), de Lau Ga-Cheong
- 1974 : Moon River (film, 1974), (雲河), de Lau Ga-Cheong
- 1974 : Gone With The Cloud, (雲飄飄), de Lau Ga-Cheong
- 1974 : Pure Love (film, 1974), (純情)
- 1975 : L'attaque dura cinq jours
- 1975 : Evergreen Tree, (長青樹), de Cheung Mei-Gwan
- 1975 : He Loved Once Too Many, de Sung Chuen-Sau
- 1975 : Hot Wave, de Man Sek-Ling
- 1975 : The Life God, de Hsu Chin-Liang
- 1975 : Love Story of Pian Pian
- 1975 : Misty Drizzle, (煙雨), de Li Pingqian
- 1975 : Run Lover Run, de Richard Chen Yao-Chi
- 1975 : The Unforgettable Character, de Cheung Mei-Gwan
- 1975 : Yesterday, Today, Tomorrow, de Patrick Lung Kong
- 1976 : Autumn Love Song, (春歌), de Pai Ching Jui
- 1976 : The Beauty With Two Faces
- 1976 : The Chasing Game, (追球追求)
- 1976 : Come Fly With Me, de Richard Chen Yao-Chi
- 1976 : Different Love, (不一樣的愛)
- 1976 : Forever My Love, de PAI Ching Jui
- 1976 : Love By Post, (戀愛功夫), de Cheung Mei-Gwan
- 1976 : My Funny Intern, de Cheung Mei-Gwan
- 1976 : Tomorrow I'm 20
- 1976 : Yesterday, Today and Tomorrow, de Ting Shan-Si
- 1977 : The Love Affair of Rainbow
- 1977 : My Sweet Love, de Wong Shut-Ching
- 1977 : Orchid In The Rain, de John LAW Ma
- 1977 : Cloud of Romance, de CHEN Hung Lieh
- 1977 : Le Rêve dans le pavillon rouge de Li Han-hsiang
- 1978 : The Misty Moon, de Richard Chen Yao-Chi
- 1978 : Morning Fog
- 1978 : Love of the White Snake, de CHAN Jeung Wa
- 1978 : Love's Many Faces, de PAI Ching Jui
- 1978 : Everywhere Birds Are Singing, de LAU Wai Ban
- 1978 : Dream of the Red Chamber, (金玉良缘红楼梦), de LI Han-Hsiang
- 1979 : A Journey Of Love
- 1979 : An Unforgettable Day, (難忘的一天), de Cheung Mei-Gwan
- 1979 : The wild goose on the wing, de LUI Le Le
- 1979 : The Choice of Love, (一片深情), de LAU Wai Ban
- 1979 : Love Under a Rosy Sky, de LUI Le Le
- 1979 : Love Seed, (一顆紅豆), de LUI Le Le
- 1980 : Off to Success, de Cheung Pooi-Shing
- 1980 : The Story of Green House, (綠色山庒), de SUNG Chuen-Sau
- 1980 : Little Sister-in-law, de O Chun-Hung
- 1980 : Magnificent 72, (碧血黃花), de Ting Shan-Si
- 1980 : Poor Chasers, (一對傻鳥), de PAI Ching Jui
- 1980 : The Marigolds, de LUI Le Le
- 1981 : Women soldiers, (中國女兵), de LAU Wai Ban
- 1981 : Love Massacre, (愛殺), de Patrick Tam Ka-Ming
- 1982 : Demon Fighter, de Chang Peng-Yi
- 1982 : Lily Under The Muzzle, de Gwok Ching-Kong
- 1982 : Burn Phoenix Burn, de LUI Le Le
- 1982 : Hero Vs Hero, de Choi Yeung Ming
- 1983 : La Mission fantastique, de Kevin Chu
- 1983 : All the Wrong Spies, (我愛夜來香), de Teddy Robin Kwan
- 1983 : By Love Obsessed, de Chin Han
- 1983 : Big Surprise of 1938, de Suen Yuet
- 1983 : Four Shy Guys, de Chu Yin-Ping
- 1983 : Black and White, de Jin Ao-Xun
- 1983 : Zu, les guerriers de la montagne magique, (蜀山), de Tsui Hark
- 1984 : The Other Side of Gentleman, (君子好逑), de
- 1984 : Last Hero In China, de Ulysses Au Yeung-Jun
- 1984 : Golden Queen's Commando de Chu Yin-Ping
- 1984 : Phoenix The Raider, de Ulysses Au Yeung-Jun
- 1985 : Police Story, (警察故事), de Jackie Chan
- 1985 : seven Foxes, (七隻狐貍), de Chu Yin-Ping
- 1986 : True Colours, (英雄正傳), de Kirk Wong
- 1986 : Dream Lovers, (夢中人), de Tony Au Ting-Ping
- 1986 : Immortal Story, (海上花), de Yonfan Manshih
- 1986 : Peking Opera Blues, (刀馬旦), de Tsui Hark
- 1987 : Flag of Honor, (烽火佳人), de Ting Shan-Si
- 1987 : Lady in Black, (奪命佳人), de Sun Chung
- 1987 : The Thirty Million Rush, (橫財三千萬), de Karl Maka
- 1988 : Starry is the Night, (今夜星光燦爛), de Ann Hui On-Wah
- 1989 : Web of Deception, (驚魂記), de David Chung Chi-Man
- 1990 : Red Dust, (滾滾紅塵), de Yim Ho
- 1992 : Royal Tramp, (鹿鼎記), de Wong Jing
- 1992 : Royal Tramp 2, (鹿鼎記2神龍教), de Wong Jing
- 1992 : The Peach Blossom Land, (喑戀桃花源), de Stan Lai
- 1992 : Handsome Siblings, (絕代雙驕), de Eric Tsang Chi-Wai
- 1992 : Swordsman 2, (東方不敗), de Ching Siu-tung
- 1992 : L'Auberge du dragon, (新龍門客棧), de Raymond Lee Wai-Man
- 1993 : Swordsman 3, (東方不敗-風雲再起), de Ching Siu-tung
- 1993 : The Black Panther Warriors, (黑豹天下), de Clarence Fok Yiu-Leung
- 1993 : La Mariée aux cheveux blancs, (白髮魔女傳, pinyin : bái fà mó nǚ chuán), de Ronny Yu
- 1993 : La Mariée aux cheveux blancs 2, (白髮魔女傳 2, pinyin : bái fà mó nǚ chuán), de Ronny Yu
- 1993 : Boys are easy, (追男仔), de Wong Jing
- 1993 : Eagle Shooting Heroes, de Jeff LAU Chun-Wai
- 1994 : Chungking Express, (重慶森林, pinyin : chóng qìng sēn lín), de Wong Kar-wai
- 1994 : Les Cendres du temps, (東邪西毒, pinyin : dōng xié xī dú), de Wong Kar-wai
- 1994 : The Dragon Chronicles – The Maidens (en) (新天龍八部之天山童姥), de Andy CHIN Wing-Keung
- 1994 : Fire Dragon, de Yuen Woo-ping
- 1994 : Deadful Melody, de NG Min-Kan
- 1994 : The Three Swordsmen, (刀劍笑, pinyin : dāo jiàn xiào), de Taylor Wong Tai-Loi
- 1998 : Bishonen, (美少年之戀, pinyin : měi shǎo nián zhī liàn), de Yonfan Manshih

## Distinctions

### Récompenses
- Asian Film Festival 1976 : prix de la meilleure actrice (ex-aequo) pour  L'attaque dura cinq jours
- Golden Horse Awards 1990 : meilleure actrice pour Red Dust
- Golden Horse Awards 2023 : Lifetime Achievement Award

### Nominations
- Golden Horse Awards 1980 : meilleure actrice pour Magnificent 72
- Golden Horse Awards 1982 : meilleure actrice pour Hero Vs Hero
- Hong Kong Film Awards 1984 : meilleure actrice pour Zu, les guerriers de la montagne magique
- Hong Kong Film Awards 1986 : meilleure actrice pour Police Story
- Hong Kong Film Awards 1993 : meilleure actrice pour Swordsman 2 et Succession par l'épée (Hansome Siblings)